# الكسندر إتش. بويل
الكسندر إتش. بويل هو سياسي أمريكي، ولد في 14 يوليو 1801 في فيرفيلد في الولايات المتحدة، وتوفي في 29 يناير 1853 في واشنطن العاصمة في الولايات المتحدة. نشط حزبياً في الحزب الديمقراطي. وقد انتخب عضو جمعية ولاية نيويورك ‏ وانتخب عضو مجلس النواب الأمريكي ‏.